# Clitonimo
Cletonimo (detto anche Clisonimo  o Eanete) era, nella mitologia greca, un fanciullo figlio di Anfidamante di Opunte. Si misurò in una partita a dadi con il giovanissimo amico Patroclo, ma l'eroe lo uccise involontariamente per una lite, infiammato d'ira. Per espiare il crimine, il padre Menezio affidò il figlio a Peleo, re di Ftia, che lo crebbe nella sua corte insieme al figlio Achille. Qui si sviluppò il rapporto intimo tra i due eroi.
L'omicidio del giovinetto è raccontato nel ventitreesimo canto dell'Iliade, ma il suo nome è tralasciato. Apollodoro gli conferisce il nome di Clitonimo, mentre Strabone quello di Eanete.

## Fonti
- Omero, Iliade, libro XXIII, v. 87.
- Pseudo-Apollodoro, Biblioteca, libro III, 13, 8.
- Strabone, libro IX, 4, 2.